# 臺灣新聞

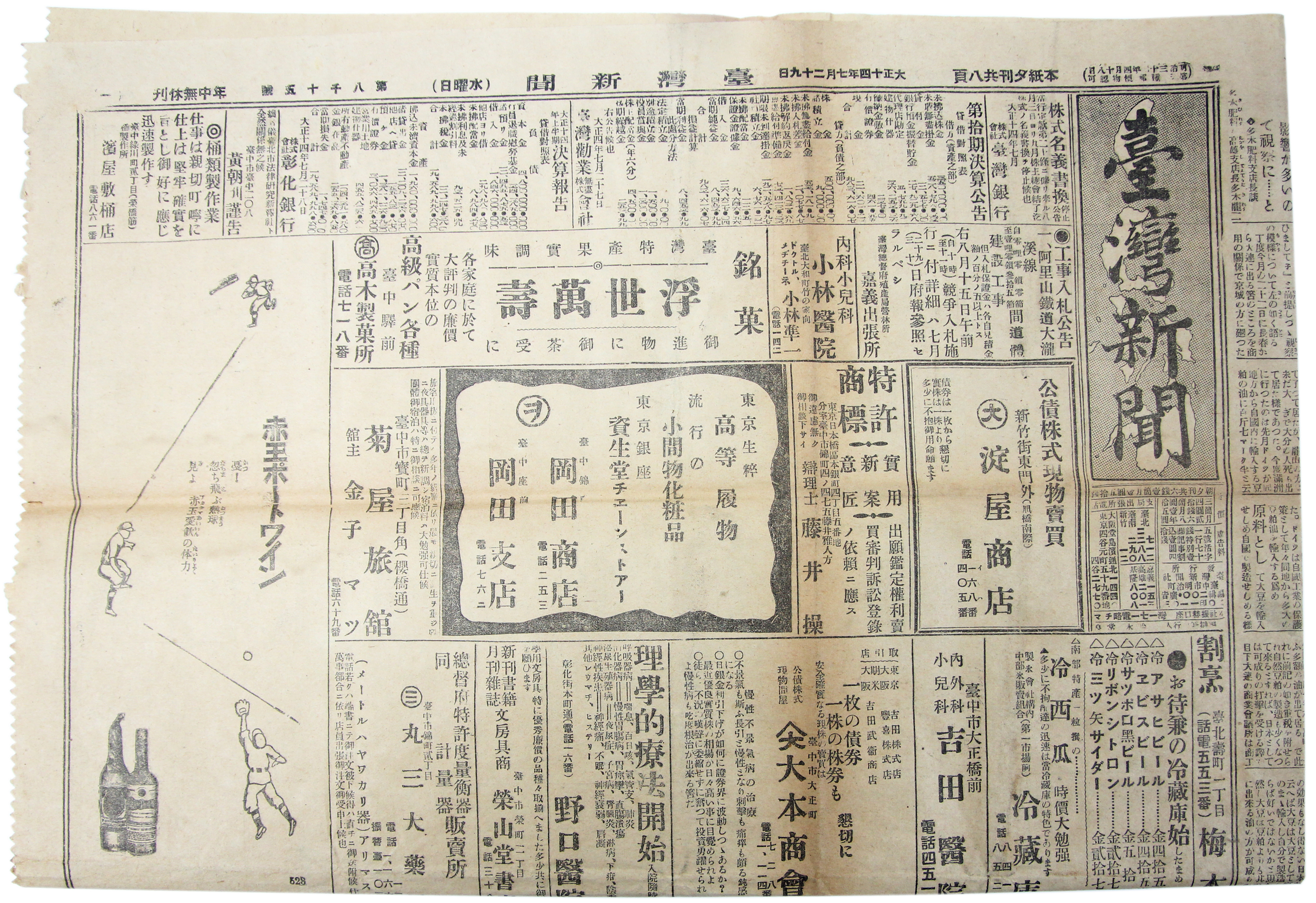
1925年台灣新聞夕刊

臺灣新聞是一份發行於臺灣日治時期的報紙。其前身為1901年5月創刊的《臺中每日新聞》，經過幾次改組後，1903年改名為《中部臺灣日報》，1907年正式定名為《臺灣新聞》。1944年，臺灣總督府為加強言論管制，《臺灣新聞》便與臺灣島內其他五報合併成《臺灣新報》。該報每日發行量約八千份，為日治時期台灣中部地區最具代表性的報社，與台北的《臺灣日日新報》、台南的《臺南新報》並稱為日治時期臺灣三大報。
臺灣新聞社當時位在臺中市明治町一丁目5番地，原址現為臺中銀行。

## 歷史

### 早期

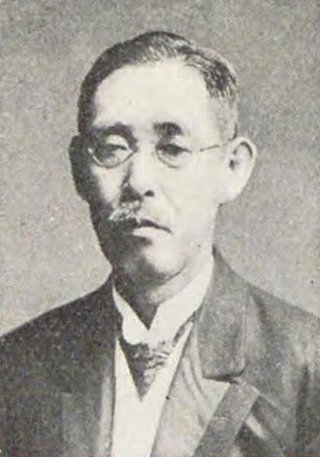
山移定政

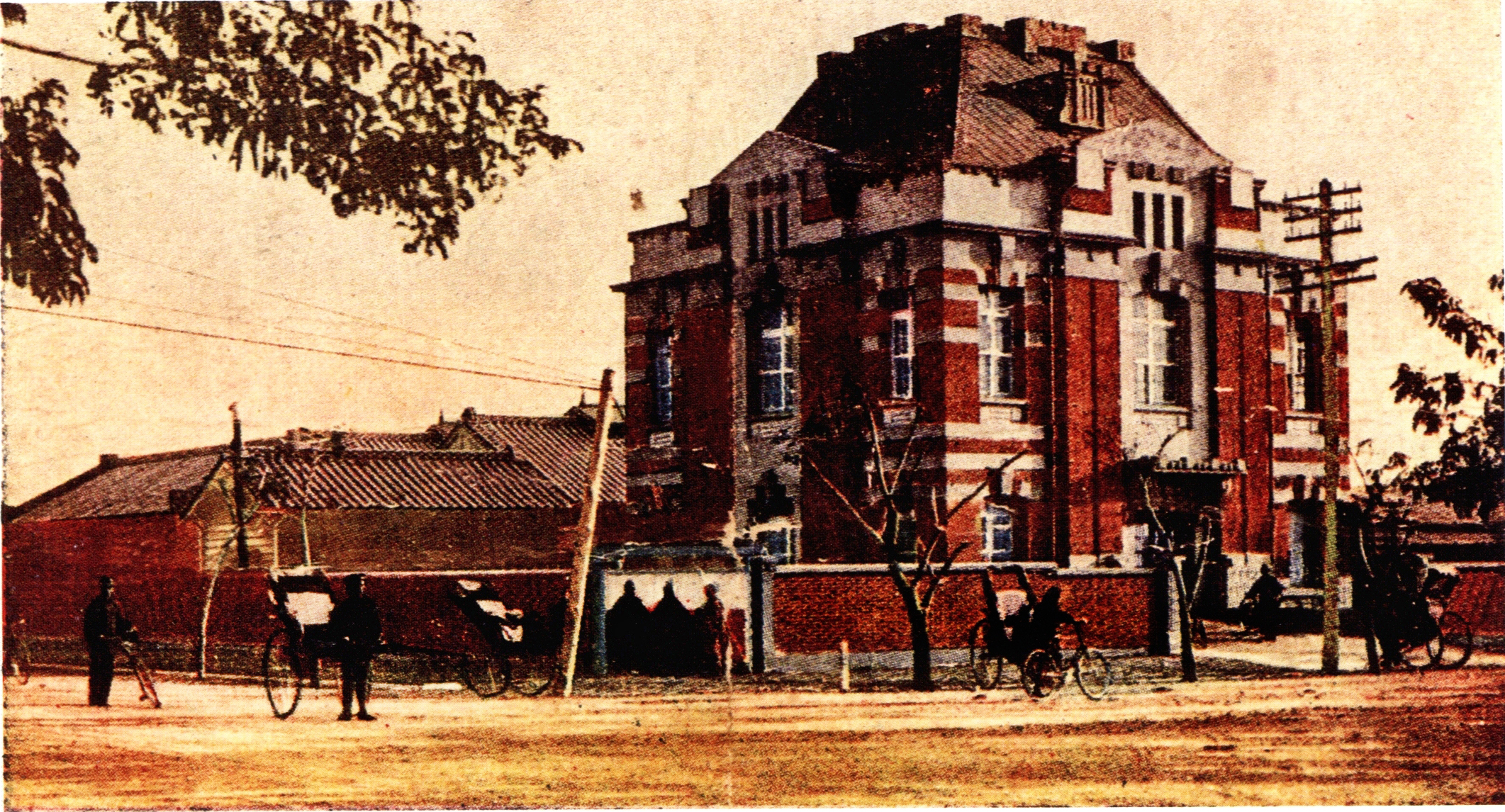
臺灣新聞社社館，於1915年創建，當時位於臺中市明治町一丁目5番地，原址現為臺中銀行。

《臺灣新聞》的前身為《臺中每日新聞》，於1901年在台中創刊，社長是《臺灣日日新報》的社長守屋善兵衛，主筆為奧山十平，具官方色彩。1903年3月，《臺中每日新聞》改名為《中部臺灣日報》，1907年10月正式定名為《臺灣新聞》。報社的經理為到津忠次郎，社長為台中律師山移定政，主筆仍是奧山十平，另外也有高島利三郎、武田暨楠等幹部。1910年，《臺灣新聞》開始設立台北支局，派遣幹部記者常駐台北。然因山移定政一面擔任律師，一面擔任社長，無法全神貫注於報社事務，便將社長一職讓給松岡富雄。

### 松岡富雄時期
1917年，松岡富雄正式擔任《臺灣新聞》社社長。該年3月，原社長山移定政、支配人到津忠次郎均辭職；4月，松岡富雄與船津定一分別接任社長及支配人。1917年3月，松岡招聘原《臺灣日日新報》的記者大野恭平擔任主筆；同年5月再度從《臺灣日日新報》延攬記者宮川次郎赴臺北支局工作。1917年5月29日，《台灣新聞》社正式召開股東總會，一面報告財政收支，一面決議將2萬圓的資本額增資為10萬圓，同時舉辦股東會董事、監事改選會議，選出松岡富雄、安土直次郎、池田競、船津貞一4人擔任董事，坂本素魯哉當選監事。股東會結束後，松岡富雄於晚間7點在臺中座舉辦就職晚宴，宴請台中三百出位官民，並於宴會期間介紹新任幹部。1918年8月《臺灣新聞》增建新聞工場，並設置輪轉機；10月將報紙的版面從6頁擴增至8頁，1919年7月興建台灣新聞社第二工場，配置輪轉機。松岡富雄上任後，獲得臺中、新竹州廳和兩市役所之許可，轉載州報、市報作為報紙附錄，並計畫刷新版面，配合當局向南洋發展。

### 社內的隱憂

#### 人事鬥爭
報社主筆大野恭平與臺北支局長宮川花人兩人，皆是從《臺灣日日新報》社延攬而來，隨著兩人勢力日漸擴大，遂構成大野黨、宮川黨兩派。為了改善黨派鬥爭，松岡富雄先與主筆大野恭平協調，決議實施內部改組，從東京聘僱宮島真之擔任副社長。為招聘宮島真之，松岡富雄於1920年前往東京，最終與宮島達成協議，同意將報社所有實權交給宮島，宮島便在同年辭去《國民新聞》編輯長一職前來台灣。《臺灣新聞》社員獲知消息後，引起騷動，但眾人決定等待松岡返回報社後再決定行動。但當松岡富雄返台時，臺北支局長宮川花人竟然到基隆迎接他，搶先與其商量改革事宜，宮川向松岡說明若大野恭平離職，而自己也隨之離職，恐怕會對社務有所不利，松岡了解原因後，要求宮川繼續留任。之後松岡富雄、宮島真之及宮川花人秘密商量報社改革方向，在松岡富雄領導之下，由宮島真之擔任副社長兼主筆，宮川花人擔任編輯長。宮川花人從臺北支局長升任編輯長之後，留下的職缺成為報社內部各方人馬競逐的焦點。然而，在各界運作下，此職缺決定暫時仍由編輯長宮川花人兼任。此起人事安排導致報社內部反對宮川的黨派認定這件事是宮川為了維持勢力的策略，而感到忿忿不平，《台灣新聞》的實權也隨之落入編輯長宮川花人的手中。而副社長宮島真之因尚未充分瞭解臺灣情況，加上其個性較為溫厚篤學，與宮川花人進行角力時並非配合扮演出醜的角色，因此該報如何活躍發展幾乎都是宮川花人決定。於是反宮川黨在報社內操縱，導致該報的新聞編輯風格中挫。

#### 資本問題
自前社長山移定政領導報社時，該報社已虧本，松岡上任後，曾派遣主筆大野恭平赴日本銷售股份。1917年松岡富雄上任時，任命船津貞一為報社支配人，但船津貞一在1919年11月辭職，改由曾任安平稅關支署長的竹內壽衛馬接任支配人。1924年竹內壽衛馬辭職，由坂本登擔任支配人。坂本登是台中實業家坂本素魯哉的外甥，坂本素魯哉當時擔任彰化銀行專務取締役，是《臺灣新聞》社的大債權人。報社支配人不斷更替，反映報社財務欠缺穩定，以致支配人不堪虧損，於是接連辭職。

### 後期
1924年坂本登入社後，開始輔佐松岡富雄，對報社進行改革。1925年5月開始發行夕刊，1927年5月15日起每週一發行附錄新竹版，1928年2月6日發行每週一、四兩日出刊的日刊，原為6頁，1930年版面增至8頁，1931年4月起每週二發行附錄高雄版。1933年12月配合彰化市制之實施，增刊彰化市報為附錄，於周日發行夕刊。1937年廢除漢文版，1944年臺灣總督府為加強言論管制，將《臺灣新聞》與臺灣其他五報合併為《臺灣新報》。